# Can Siscu (la Jonquera)
Can Siscu és una casa historicista de la Jonquera (Alt Empordà) inclosa a l'Inventari del Patrimoni Arquitectònic de Catalunya.

## Descripció
Casa de planta rectangular ubicada a la cantonada entre la plaça de l'Ajuntament i el carrer Major. Les portes que donen a la plaça són allindades, mentre que les que miren al carrer són d'arc de mig punt rebaixat. Totes les obertures han estat emmarcades per carreus de pedra ben escairats, els murs han estat arrebossats. Al primer pis les finestres donen a una balconada seguida amb barana de ferro, mentre que al segon pis cada finestra consta d'un balcó individual. Tots els balcons estan suportats per mènsules de pedra. La casa consta de planta baixa, dos pisos i coberta aterrassada.